# 陸源
陸源（terrigenous）沉積物在海洋學上來說為來自陸地環境的岩石。(Pinet, 79)她們經由河流帶入海洋，包括沙、泥、淤泥（silt）。她們的成分與她們來自的岩石息息相關。這些沉積物的沈積由大陸架所限制。(Pinet, 79-83)